# Pädagogische Hochschule „Liselotte Herrmann“ Güstrow
Die Pädagogische Hochschule Güstrow (kurz: PH Güstrow) war eine wissenschaftliche Hochschule mit Sitz in Güstrow, die bis 1991 existierte.

## Geschichte bis 1972

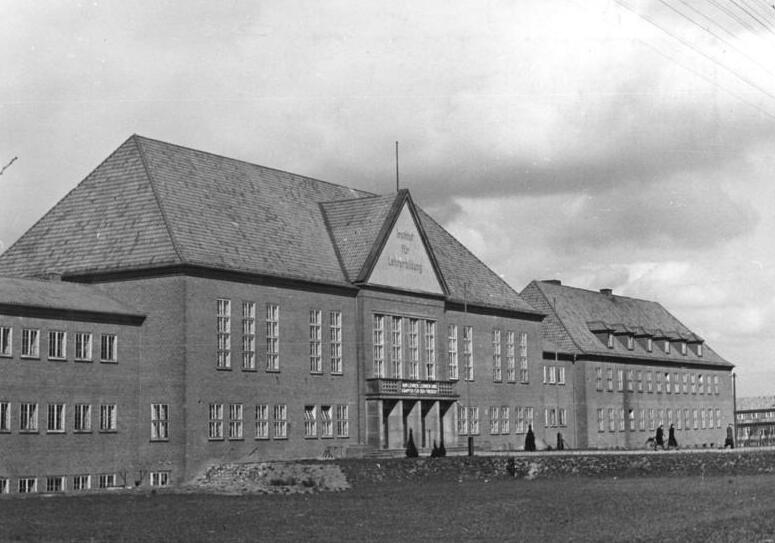
Das Institut für Lehrerbildung (1952)

Auf Grund eines großen Lehrerbedarfs und steigender Studentenzahlen in der Lehrerbildung in Mecklenburg wurde Mitte der 1930er Jahre beschlossen, in Güstrow auf einem 52 500 m² großen Grundstück auf der Westseite der damaligen Goldberger Chaussee eine neue Lehrerbildungsanstalt einzurichten. Die Entwürfe hierfür fertigte der Architekt Hermann Oeding an. Oeding war ab 1930 Referatsleiter für Staatshochbauwesen im Freistaat Mecklenburg-Schwerin. Später übernahm er die Aufgaben eines Landeskonservators. Nachdem die Entwürfe Oedings durch den Generalbeauftragten für die deutsche Bauwirtschaft Berlin, Albert Speer, im März 1938 Bestätigung fanden, begannen im Frühjahr 1938 die Baumaßnahmen. 1938 erfolgte auch die Gründung der Lehrerbildungsanstalt Güstrow (LBA). Nach baulichen Problemen konnte dann am 30. Juni 1939 endlich das Richtfest für das Hauptgebäude gefeiert werden. Da die Lehrerausbildung von besonderer Wichtigkeit war, wurden die erforderlichen finanziellen Mittel zum Weiterbau auch während des Krieges nicht eingefroren. Der Rohbau wurde am 16. Dezember 1940 fertiggestellt. Die offizielle Übergabe des gebrauchsfertigen Baus konnte erst am 20. Januar 1943 erfolgen. Die Ausbildung von Volksschullehrern begann in unfertigen Räumen.
Im Zweiten Weltkrieg musste die Lehrerausbildung pausieren, um einem Lazarett zu weichen. 1945 übernahm zunächst die Sowjetische Militäradministration den Gebäudekomplex. Nach Rückgabe der Gebäude durch die sowjetische Militärverwaltung wurden dort 1949 einjährige Kurse zur Ausbildung von 373 Neulehrern eingerichtet.

### Pädagogisches Institut
Um die riesige Lücke im Lehrerpersonal an den Schulen in Mecklenburg – 1945 fehlten etwa 2000 Lehrer – zu schließen, erfolgte 1950 die Gründung eines Instituts für Lehrerbildung (IfL). Hier wurden in jedem Zyklus von zunächst zwei und später drei Jahren etwa 400 Lehrer für die Klassen 1 bis 8 ausgebildet. Mit der 1953 durchgeführten Umwandlung in ein Pädagogisches Institut mit Hochschulcharakter wurde die Ausbildung erweitert auf Fachlehrer für die Mittelstufe (Klasse 5 bis 10). Zunächst wurden pro Jahr 150 Studenten immatrikuliert.
1960 bis 1963 wurde zu Ausbildungszwecken auf dem Campus eine „Institutsschule“ eingerichtet. Das Vorhaben erwies sich jedoch als zu aufwändig. An Stelle der Institutsschule trat später eine „Übungs- und Forschungsschule“ in einem nahe gelegenen Stadtviertel Güstrows.
Ende der 1960er Jahre studierten insgesamt etwa 1500–2000 Direkt- und Fernstudenten am Pädagogischen Institut. Die Fernstudenten wurden vor allem in den 1960er und Anfang der 1970er Jahre immatrikuliert. Zeitweilig waren bis zu 1000 Fernstudenten in Güstrow eingeschrieben. Es wurden Grundschullehrer zu Fachlehrern für höhere Klassen ausgebildet. Darüber hinaus erwarben Ingenieure und Techniker ihre pädagogische Ausbildung für den Lehrerberuf. Seit Mitte der 60er Jahre gab es in Güstrow auch Lehrerstudenten aus anderen Staaten so zum Beispiel aus Vietnam, aus Ägypten, aus Mosambik, aus dem Jemen und einer Reihe von Staaten des sogenannten Ostblocks.

## Pädagogische Hochschule

### Entwicklung der Hochschule ab 1972

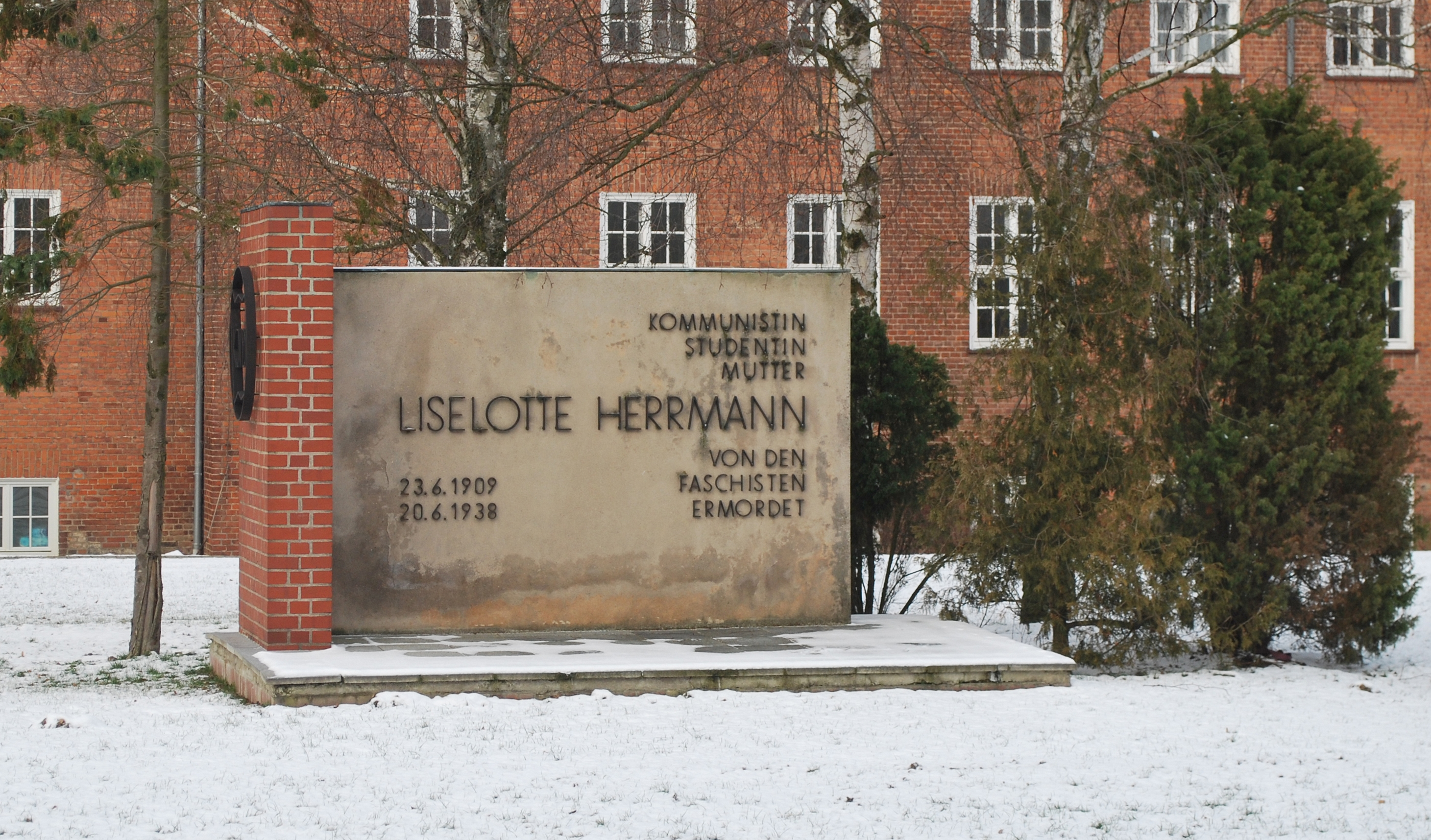
Liselotte-Herrmann-Denkmal, Goldberger Straße 12, Güstrow

1972 erhielt das Pädagogische Institut den Status einer wissenschaftlichen Hochschule und am 2. September 1972 den Namen Pädagogische Hochschule „Liselotte Herrmann“. Aus diesem Anlass wurde vor dem Hauptgebäude ein Denkmal für die Widerstandskämpferin Liselotte Herrmann eingeweiht. Das Denkmal entstand nach einem Entwurf des Güstrower Hochschullehrers Horst Bastian, der später Leiter der Ernst-Barlach-Gedenkstätte Güstrow wurde. Mit der Gründung der Pädagogischen Hochschule war auch die Einrichtung von drei Fakultäten, sowie das Diplom- und Promotionsrecht (zunächst nur Dr. paed. und Dr. rer. nat) verbunden. Der Gründungsrektor war der Atheismusforscher und Philosoph Hans Lutter. Nach vier- bzw. fünfjähriger Ausbildung verließen jährlich etwa 250 Diplomlehrer für die Klassen 5 bis 12 die Hochschule. An der Pädagogischen Hochschule Güstrow wurden Lehrer für die Fächer Biologie, Chemie, Physik, Mathematik, Deutsch, Russisch und Polytechnik ausgebildet. Später kam die Ausbildung von Lehrern für Informatik und Staatsbürgerkunde hinzu. Wie an allen Universitäten und Hochschulen der ehemaligen DDR gab es auch in Güstrow einen Bereich Marxismus-Leninismus. Deren Vorlesungen und Seminare mussten alle Studenten der ersten 6 Semester besuchen. Neben der wissenschaftlichen Ausbildung der Studenten hatte die schulpraktische Ausbildung einen sehr hohen Stellenwert. Sie war ein wesentlicher integraler Bestand des Studiums. Ab dem 5. Semester führten die Studenten hierzu regelmäßige schulpraktische Übungen an den Schulen der Region durch. Diese schulpraktischen Übungen wurden intensiv durch schulerfahrene wissenschaftliche Mitarbeiter der Hochschule begleitet.
Seit 1977 hatte die Pädagogische Hochschule das Recht, den „Dr. phil.“ zu verleihen. 1980 erhielt die Hochschule das Recht Habilitationsverfahren durchzuführen. In Güstrow wurden jährlich etwa 4–5 Habilitationen verteidigt.
1985 waren an der Pädagogischen Hochschule Güstrow 52 Hochschullehrer, ca. 40 Doktoranden, 50 wissenschaftlich-technische Assistenten sowie weitere 279 wissenschaftliche Mitarbeiter tätig.

### Hochschulzeitschrift / Forschung
Von 1962 bis 1991 publizierte die Wissenschaftliche Zeitschrift der Pädagogischen Hochschule „Liselotte Herrmann“ Güstrow regelmäßig die Forschungsergebnisse verschiedener Fachdisziplinen. Diese wurden durch die Philosophische, die Erziehungswissenschaftliche und die Mathematisch-Naturwissenschaftliche Fakultät herausgegeben. Die Publikation ihrer Forschungsergebnisse in der Wissenschaftlichen Zeitschrift war insbesondere für Nachwuchswissenschaftler der Pädagogischen Hochschule eine wichtige Möglichkeit der Veröffentlichung. Für den Bereich Mathematik zum Beispiel verzeichnet das Zentralblatt für Mathematik und ihre Grenzgebiete (zbMath) von 1982 bis 1990 insgesamt 53 Publikationen. Anhand von Reviews im Zentralblatt (zbMath) und von Zitierungen in Fachzeitschriften ist auch eine internationale Resonanz auf die Veröffentlichungen der Wissenschaftlichen Zeitschrift erkennbar. Die Empfehlungen des Wissenschaftsrates zur Lehrerbildung in den neuen Ländern vom Juli 1991 bescheinigen der Forschung an der PH Güstrow „in einigen Fachgebieten offenbar ein für Pädagogische Hochschulen überdurchschnittliches Niveau“.

### Kulturelles Leben
An der Pädagogischen Hochschule Güstrow gab es in den 1980er Jahren bis zu 17 Gruppen, die einer künstlerischen Arbeit nachgingen. Zu diesen künstlerischen Gruppen gehörten zum Beispiel das Collegium musicum, der Hochschulchor, zwei Singeklubs, die Studentenbühne, ein Zirkel schreibender Studenten, eine Gruppe Fotomontage und die „Arbeitsgemeinschaft Karikatur“. Zur Tradition der Lehrerausbildung in Güstrow gehörte eine besondere Wertschätzung des Chorgesangs. Musikerzieher wie Jochen Gläser und Gerald Uhlendorf förderten Talente darüber hinaus im Sologesang und in ihren instrumentalen Fähigkeiten. Seit 1972 fanden jährlich Hochschulkonzerte statt. Die Studentenbühne gehörte zu den ältesten künstlerischen Gruppen der Hochschule. Ihre Mitglieder erhielten eine Grundausbildung in Sprechtechnik, Improvisation und darstellendem Spiel. Die Studentenbühne wurde seit Ende der 1970er Jahre von der Germanistin Ute Fichtner geleitet. Die Studenten traten regelmäßig mit Gegenwartsstücken oder Märchen im „Theater im Turm“ und im Güstrower Ernst-Barlach-Theater auf. Die vom Karikaturisten Günter Endlich geleitete „Arbeitsgemeinschaft Karikatur“ hatte diverse Ausstellungen in der ehemaligen DDR aber auch in der Tschechoslowakei, in Polen und in der Sowjetunion. Neben der eigenen schöpferischen Tätigkeit präsentierte die Gruppe in der „Treppengalerie“ der Hochschule Arbeiten prominenter DDR-Karikaturisten wie Manfred Bofinger, Heinz Behling, Peter Muzeniek oder Harri Parschau.
In den 1960er Jahren entstand in der DDR die sogenannte Singebewegung. 1967 gründete sich in diesem Zusammenhang an der Hochschule der Singeklub „Deutsch-Sowjetische Freundschaft“ („DSF“). Unter der Leitung der Methodikerin Anngret Palme erlangte der Singeklub „DSF“ nationale und internationale Bekanntheit. 1975 kam an der PH Güstrow der Singeklub „Bilderbogen“ hinzu. Ein wichtiger kultureller Höhepunkt an der Güstrower Hochschule war das jährliche „Politsongmeeting“. Die Veranstaltung, die von 1975 bis 1989 vom Singeklub „DSF“ veranstaltet wurde, traf auf großes überregionales Interesse. Neben den Güstrower Singeklubs traten hier auch prominente Solisten und Musikgruppen wie Karls Enkel, Pension Volkmann, Tiempo Nuevo, Reinhold Andert oder Kurt Nolze auf.
Von 1970 bis 1990 war der Fotograf Uwe Seemann als Bereichsleiter und Lehrbeauftragter für Fotografie an der Pädagogischen Hochschule tätig. Er leitete über viele Jahre eine Studenten AG für Fotografie.

### Teilverlagerung nach Neubrandenburg und Auflösung
Da der Bezirk Neubrandenburg als einziger in der DDR noch keine Hochschule hatte, wurde durch die DDR-Regierung beschlossen, in Neubrandenburg eine weitere Pädagogische Hochschule einzurichten. Aus diesem Grund wurde die Ausbildung der Lehrer für die Fächer Deutsch, Russisch und Staatsbürgerkunde von Güstrow nach Neubrandenburg verlagert. Am 1. Oktober 1989 wurde die Neubrandenburger Hochschule offiziell durch die Volksbildungsministerin Margot Honecker eröffnet. Die Pädagogische Hochschule Güstrow sollte sich ausschließlich auf den naturwissenschaftlichen Bereich konzentrieren.
Nach der Wende von 1989 wurde in Güstrow die Sektion Marxismus-Leninismus geschlossen. Es erfolgte die Ausarbeitung einer demokratischen Hochschulverfassung. Durch freie Wahlen konnte eine neue Hochschulleitung gewählt werden. Mit Wirkung vom April 1990 wurden Fachinstitute gegründet. Die von der Hochschule neu erarbeitete Zukunftskonzeption sah vor, eine Ausbildungs- und Forschungsstätte für Umwelttechnik und Ökologie im Zentrum Mecklenburgs zu errichten. Im Jahr 1991 beschloss die Landesregierung des neuen Bundeslandes Mecklenburg-Vorpommern jedoch die Pädagogischen Hochschulen in Güstrow und Neubrandenburg aufzulösen. Mit Wirkung vom 1. Oktober 1991 wurde die Pädagogische Hochschule Güstrow zur Außenstelle der Universität Rostock. Der Lehrkörper und die Studenten waren damit auch Teil der Universität. Bereits 1991 erfolgte keine Immatrikulation von neuen Studenten in Güstrow. Dementsprechend wurde die Güstrower Außenstelle nach dem Wintersemester 1992/93 geschlossen.

## Persönlichkeiten
- Heinz Bremer (1931–2001), ausserordentlicher Professor für Spezielle Zoologie
- Carsten Gansel, 1983–1989 Literaturwissenschaftler an der PH Güstrow, 1991–1995 Ernst-Moritz-Arndt-Universität Greifswald, seit 1995 Professor für Neuere Deutsche Literatur und Germanistische Literatur- und Mediendidaktik an der Universität Gießen
- Ulrich Ihlefeld (* 1925–), Professor für Allgemein- und Persönlichkeitspsychologie, zusammen mit Ernst Erlebach und Kurt Zehner Autor des Standardwerkes Psychologie für Lehrer und Erzieher für die Lehrerausbildung in der DDR
- Dietrich Kremp, 1971–1979 Professor für Theoretische Physik an der PH Güstrow, 1979–2002 Professor für Theoretische Physik an der Universität Rostock
- Manfred Krüppel, 1980–1991 Hochschuldozent für Analysis, 1992–2012 Professur für Funktionsanalysis und Operatorentheorie an der Universität Rostock
- Hans-Joachim Lutter, Gründungsrektor der PH Güstrow (1972–1988), Professor für marxistische Philosophie, dezidierter Atheist
- Walter Mischok (1928–2023), 1980-1991 Professor für Experimentalphysik und Dekan der Mathematisch-Naturwissenschaftlichen Fakultät
- Werner Naumann (* 1935), Professor für Grundlagen der Pädagogik und Didaktik. Gemeinsam mit dem estnischen Didaktiker Heino Liimetts ist er Autor des Standardwerkes Eine Unterrichtstheorie für die Mittel- und Oberstufe (1982) für die Lehrerausbildung in der DDR.
- Günter Porath, 1966–1991 Professor für Analysis und Numerische Mathematik
- Franz Prüß, 1978-1992, wissenschaftlicher Mitarbeiter und Hochschuldozent für Pädagogik, 1993 -1994 - C3-Professor an der  Universität Rostock, 1994 - 2011 C4-Professor (C4) an der Universität Greifswald
- Egon Schmidt, Schriftsteller, 1969–1983 Hochschuldozent und (ab 1978) Professur für Literatur, lehrte, forschte über deutsche Literatur, insbesondere Kinder- und Jugendliteratur
- Hans-Dieter Sill, 1987-1991 Hochschuldozent für Methodik des Mathematikunterrichts, 1992-2016 Professor für Didaktik der Mathematik an der Universität Rostock
- Karl-Ernst Sommerfeldt, 1972–1988 Professor für Germanistik an der PH Güstrow, Sommerfeld erstellte zusammen mit Herbert Schreiber zwei Valenzwörterbücher. Der Ansatz fundierte die Schulgrammatik als Funktionale Grammatik.
- Rainer Tichatschke, 1988–1991 Rektor der Pädagogischen Hochschule Güstrow und Professor für Numerische Mathematik, 1980–1982 Professor für Mathematische Optimierung an der Technischen Universität Chemnitz, 1982–1988 Universität Halle, 1991–1995 Universität Rostock; 1995–2012 Universität Trier
- Werner Vogel, 1989–1991 Hochschuldozent für Theoretische Physik an der PH Güstrow, 1991–2018 Hochschuldozent und (ab 1992) Professor für Theoretische Physik an der Universität Rostock[9]

## Nachnutzung der Gebäude
Die Gebäude der ehemaligen Pädagogische Hochschule Güstrow werden heute von der Verwaltungshochschule des Landes Mecklenburg-Vorpommern und für die Ausbildung der Landespolizei genutzt.